# Herbert Bayer
Herbert Bayer (Haag am Hausruck, 1900. április 5. – Montecito, Santa Barbara megye, 1985. szeptember 30.) osztrák-amerikai iparművész, tervezőgrafikus és festő.

## Életrajza
1900-ban született a felső-ausztriai Haagban. 1919–1920 között Georg Schmidthammerer tervező linzi irodájában volt inas. Ekkor készültek első tipográfiai munkái. 1921-ben Emanuel Margold tervező darmstadti műtermében dolgozott. 1921 októberétől 1923 júliusáig, majd 1924 októberétől 1925 februárjáig volt a Bauhaus hallgatója. 1925-ben Oskar Schlemmer és Kandinszkij vezetésével falfestészetet tanult, amelyből inasvizsgát tett. 
1925 áprilisától 1928 áprilisáig a Bauhaus tanára és „ifjú mestere"; ő vezette a nyomdai és reklámműhelyt, amelyet később tipográfiai és reklámgrafikai műhelynek hívtak. Bayer tervezte a Bauhaus nyomtatványait is. 1928-tól a berlini Studio Dorland reklámügynökség irodáját vezette. Foglalkozott kiállításrendezéssel is. Az ő munkája többek között az 1930-as párizsi Exposition de la société des artistes décorateurs (Iparművészeti társaságok kiállítása) német részlegének terve. Emellett festett és fényképezett is. 
1939-ben áttelepült az Egyesült Államokba. Még ugyanabban az évben ő tervezte a Museum of Modern Art-ban rendezett Bauhaus 1919–1928 című kiállítást és annak katalógusát. Ezután New Yorkban grafikai tervezőként dolgozott. 1946-tól a Colorado állambeli Aspen kulturális központjának kialakításán dolgozott, festett, grafikai, építészeti és környezetterveket készített. 1946-1956 között a Container Corporation of America, 1966-tól az Atlantic Richfield Company tanácsadója. 1968-ban ő tervezte a stuttgarti 50 Jahre Bauhaus (50 éves a Bauhaus) kiállítást és annak katalógusát. 
1975-ben áttelepült a kaliforniai Montecitóba. 1985-ben Santa Barbara megyeben halt meg.

## Munkásságának jellemzése
Bayer a Bauhaus legsokoldalúbb és legújítóbb reklám- és kiállítás-tervezője volt, akinek életművét a húszas évektől a fotó korai felhasználása jellemezte. Az Egyesült Államokban a negyvenes évekig átfogó környezettervezéssé tágította tevékenységét.